# شرناق
شُرناق أو شرناخ بالنطق الكردي (بالكردية: شرنەخ، Şirnex) هي مدينة كردية في جنوب شرق تركيا ومركز ولاية شرناق الواقعة بمنطقة كردستان تركيا. بلغ عدد سكانها 69,388 نسمة في عام 2022، ويقطنها بشكلٍ رئيسي الكُرد من قبيلة شرناخي. تنقسم المدينة إلى اثني عشر حياً، تعرضت معظمها للتدمير بقصف الجيش التركي خلال معاركه مع حزب العمال الكردستاني حيث استخدم الجيش الدبابات والمدفعية لضرب مباني المدنيين ومنع الصحفيين من تغطية الأحداث في وسط المدينة التي دمرت بالكامل.
تعد جبل الجودي ومرقد النبي نوح ومقبرة مَم وزين ومضيق قصريك من بين المعالم السياحية البارزة في ولاية شرناق.

## المناخ
يظهر الجدول التالي التغييرات المناخية على مدار السنة لشرناق:
| البيانات المناخية لـشرناق                         | البيانات المناخية لـشرناق | البيانات المناخية لـشرناق | البيانات المناخية لـشرناق | البيانات المناخية لـشرناق | البيانات المناخية لـشرناق | البيانات المناخية لـشرناق | البيانات المناخية لـشرناق | البيانات المناخية لـشرناق | البيانات المناخية لـشرناق | البيانات المناخية لـشرناق | البيانات المناخية لـشرناق | البيانات المناخية لـشرناق | البيانات المناخية لـشرناق |
| الشهر                                             | يناير                     | فبراير                    | مارس                      | أبريل                     | مايو                      | يونيو                     | يوليو                     | أغسطس                     | سبتمبر                    | أكتوبر                    | نوفمبر                    | ديسمبر                    | المعدل السنوي             |
| ------------------------------------------------- | ------------------------- | ------------------------- | ------------------------- | ------------------------- | ------------------------- | ------------------------- | ------------------------- | ------------------------- | ------------------------- | ------------------------- | ------------------------- | ------------------------- | ------------------------- |
| متوسط درجة الحرارة الكبرى °م (°ف)                 | 6.0 (42.8)                | 7.0 (44.6)                | 11.1 (52.0)               | 15.9 (60.6)               | 21.9 (71.4)               | 28.2 (82.8)               | 33.1 (91.6)               | 33.3 (91.9)               | 28.7 (83.7)               | 21.3 (70.3)               | 13.4 (56.1)               | 7.8 (46.0)                | 19.0 (66.1)               |
| المتوسط اليومي °م (°ف)                            | 1.8 (35.2)                | 3.0 (37.4)                | 6.9 (44.4)                | 11.5 (52.7)               | 17.1 (62.8)               | 23.0 (73.4)               | 27.4 (81.3)               | 27.8 (82.0)               | 23.1 (73.6)               | 16.5 (61.7)               | 9.1 (48.4)                | 3.8 (38.8)                | 14.3 (57.6)               |
| متوسط درجة الحرارة الصغرى °م (°ف)                 | −1.5 (29.3)               | −0.5 (31.1)               | 2.9 (37.2)                | 7.3 (45.1)                | 12.2 (54.0)               | 17.8 (64.0)               | 21.9 (71.4)               | 22.5 (72.5)               | 18.2 (64.8)               | 11.7 (53.1)               | 5.2 (41.4)                | 0.2 (32.4)                | 9.8 (49.7)                |
| الهطول مم (إنش)                                   | 79.9 (3.15)               | 99.9 (3.93)               | 105.5 (4.15)              | 95.2 (3.75)               | 50.4 (1.98)               | 7.2 (0.28)                | 6.9 (0.27)                | 0.4 (0.02)                | 7.6 (0.30)                | 38.4 (1.51)               | 80.6 (3.17)               | 93.5 (3.68)               | 665.5 (26.19)             |
| متوسط الأيام الممطرة                              | 9.4                       | 10.1                      | 11.8                      | 11.3                      | 7.5                       | 2.8                       | 1.5                       | 1.4                       | 2.1                       | 5.9                       | 7.9                       | 9.4                       | 81.1                      |
| المصدر: Devlet Meteoroloji İşleri Genel Müdürlüğü |                           |                           |                           |                           |                           |                           |                           |                           |                           |                           |                           |                           |                           |